# Kościół św. Antoniego Padewskiego w Częstochowie
Sanktuarium św. Antoniego Padewskiego w Częstochowie – kościół parafialny pod wezwaniem św. Antoniego Padewskiego w Częstochowie, w dzielnicy Ostatni Grosz.

## Historia
Pierwsze projekty kościoła powstały w 1931 roku, jednak odrzucono je i w 1934 roku rozpisano drugi konkurs, który wygrał projekt wykonany przez Wiesława Kononowicza. Zwycięski projekt nie uzyskał akceptacji Komisji Budowlanej Zarządu Miejskiego, dlatego ostatecznie przeznaczono do realizacji projekt krakowskiego architekta Zygmunta Gawlika, który uzyskał w konkursie drugą nagrodę. Choć komisja zastrzegła sobie prawo do wprowadzenia zmian w projekcie, jednak biskup zatwierdził go bez zmian. Budowę kościoła rozpoczęto 16 sierpnia 1938 roku. Konstrukcja budynku (żelbetowy szkielet wypełniony cegłą) została zaprojektowana przez Stefana Bryłę.
Do 1939 roku ukończono fundamenty oraz cokół, jednak po II wojnie światowej większość zbudowanych fragmentów ścian wymagało wyburzenia. Prace podjęto ponownie w 1947 roku i w stanie surowym ukończono w 1956. Pod naciskiem władz architekt musiał jednak zmienić projekt i obniżyć częściowo już wybudowaną wieżę o 10 m – zrezygnowano z jednego z trzech żelbetowych segmentów. Ostatecznie wieża ma 50 m wysokości. Gawlik zaprojektował także wyposażenie budynku: ołtarz główny i boczny, dwie ambony, chrzcielnicę i siedem metalowych żyrandoli. W oknach umieszczone są witraże zaprojektowane przez Zofię Baudouin de Courtenay.

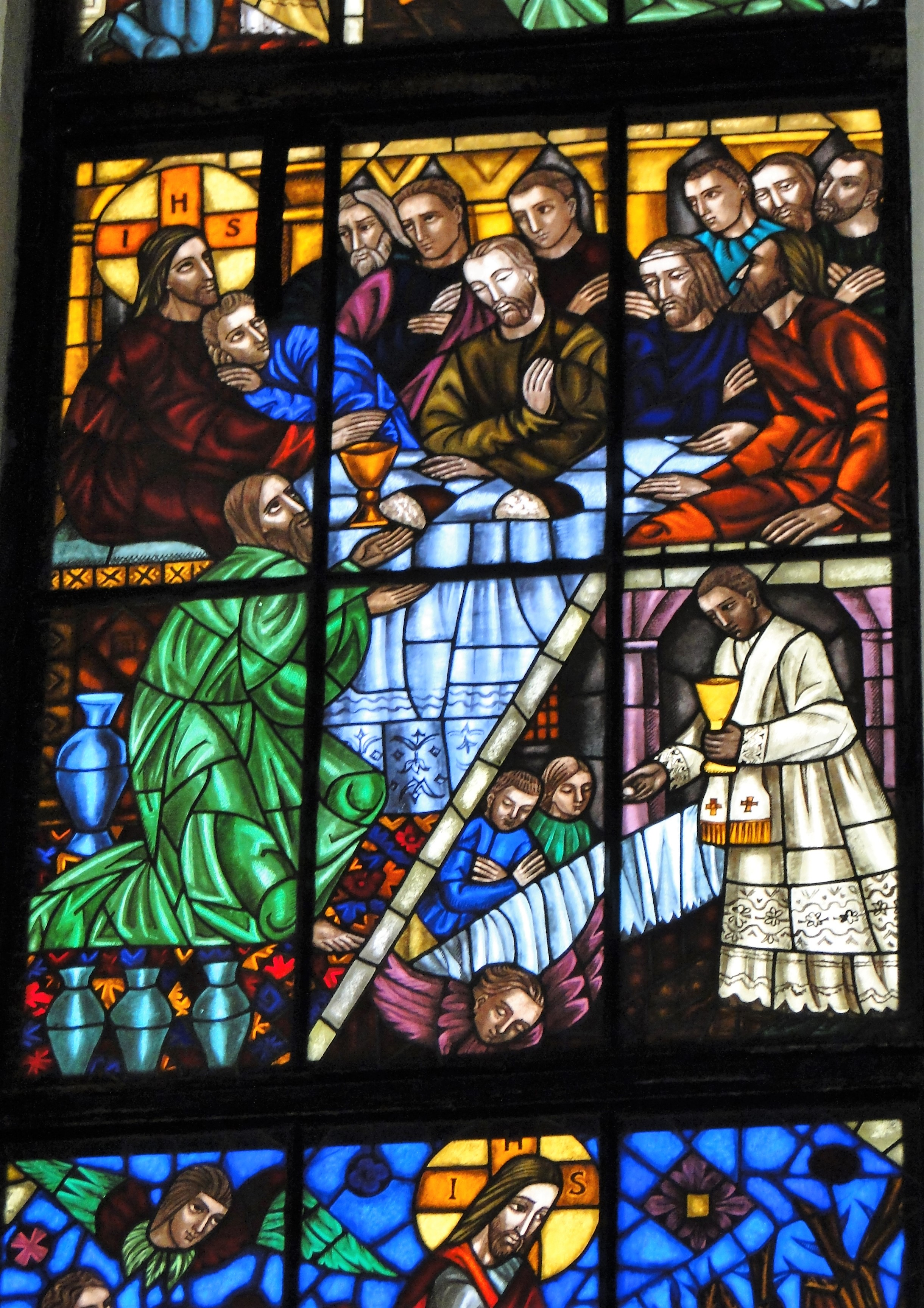
Witraż

Kościół został poświęcony 16 października 1956 roku przez biskupa Zdzisława Golińskiego. 2 kwietnia 1997 roku Arcybiskup Stanisław Nowak ustanowił w kościele sanktuarium św. Antoniego z Padwy.
Obiekt wpisano do rejestru zabytków 4 lipca 2019 (nr rej. A/518/2019).